# Barisia imbricata
Espèce
Synonymes
- Gerrhonotus imbricatus Wiegmann, 1828
- Gerrhonotus lichenigerus Wagler, 1833
- Gerrhonotus adspersus Wiegmann, 1834
- Gerrhonotus olivaceus Baird, 1859

Statut de conservation UICN

 LC : Préoccupation mineure
Barisia imbricata est une espèce de sauriens de la famille des Anguidae.

## Répartition
Cette espèce est endémique du Mexique,. Elle se rencontre au Chihuahua, au Sinaloa, au Durango, au Coahuila, au Nuevo León, au San Luis Potosí, au Zacatecas, en Aguascalientes, au Jalisco, au Michoacán, au Guanajuato, au Querétaro, en Hidalgo, au Tlaxcala, au Veracruz, au Puebla, au Morelos, à Mexico et en Oaxaca.

## Taxinomie
Les sous-espèces Barisia imbricata ciliaris, Barisia imbricata jonesi et Barisia imbricata planifrons ont été élevées au rang d'espèce par Smith, Burg et Chiszar en 2002.

## Publication originale
- Wiegmann, 1828 : Beiträge zur Amphibienkunde. Isis von Oken, vol. 21, no 4, p. 364-383 (texte intégral).